# 郝致京
郝致京（1959年—1989年6月4日），安徽马鞍山人，中国科学院科技政策与管理科学研究所（今中国科学院科技战略咨询研究院）助理研究员，曾就读于中国科学技术大学近代物理系（4系）。
1989年6月3日夜，郝致京携带相机出门，当晚11时30分许，郝致京在北京木樨地遭镇压六四事件的中国共产党军队枪击并受致命伤，随即被其他群众送至附近的复兴医院抢救，有说法称他在送院前就已不治，但也有消息称他是在医院抢救无效离世。郝致京遇害时得年30岁。
据郝致京的友人李剑芒回忆，他的遗体变形难以辨认，最终是靠衬衣和兜里一把钥匙辨认出来。
1989年7月12日，在北京八宝山革命公墓举办了他的遗体告别仪式，葬于北京万安公墓
郝致京的父亲郝义传、母亲祝枝弟均为纪念“六四事件”难属的“天安门母亲运动”成员。2009年，郝致京的父母曾撰文悼念。2024年，包括其母祝枝弟，堂兄郝建在内的六四难属再次赴万安公墓祭奠他在内的遇难者，并发表悼文。此时郝致京的父亲郝义传等八名万安公墓六四难属已经离世。